# Olaszország nagysebességű vasúti közlekedése

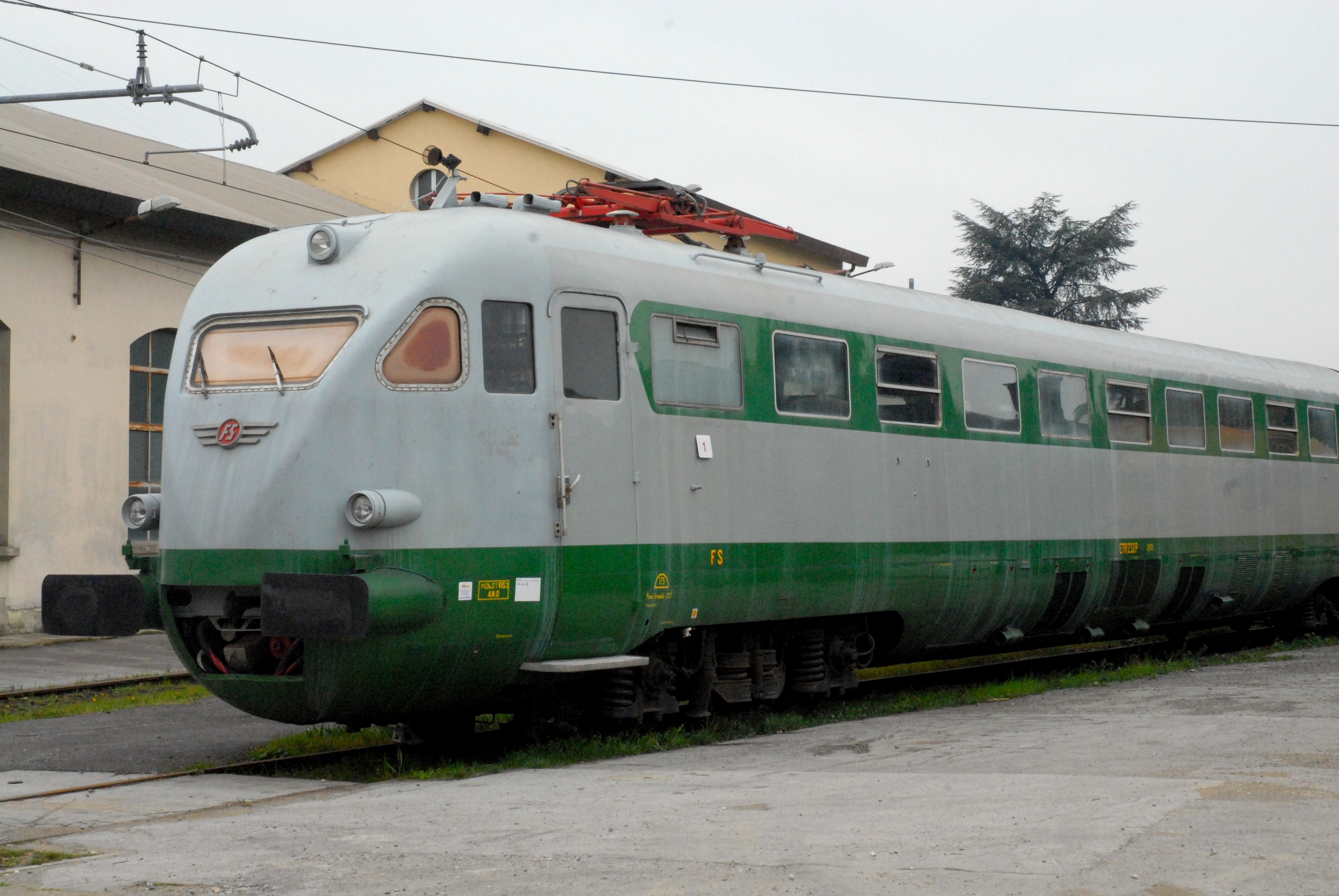
ETR 200 sorozatú motorvonat

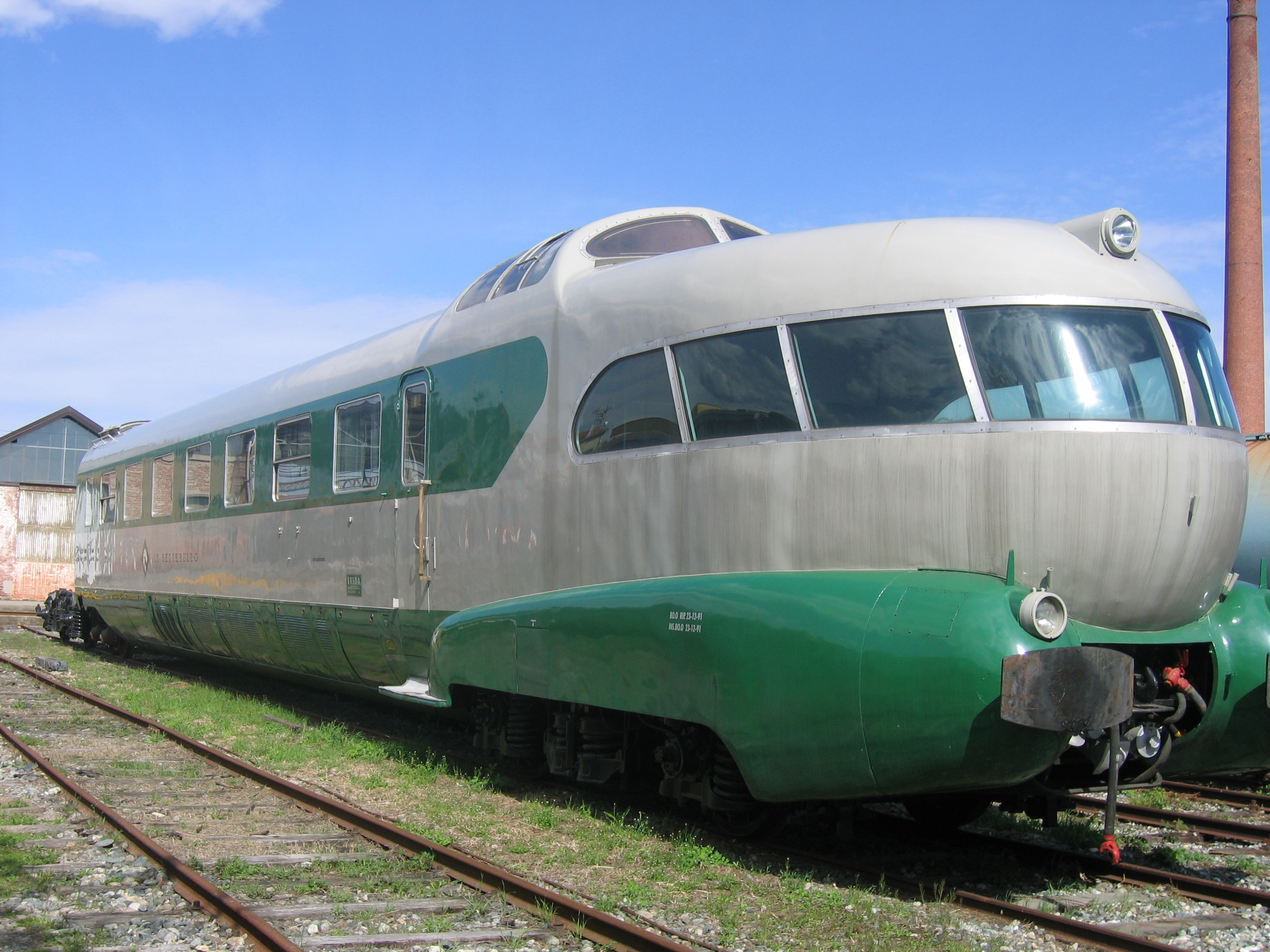
ETR 300 sorozatú motorvonat

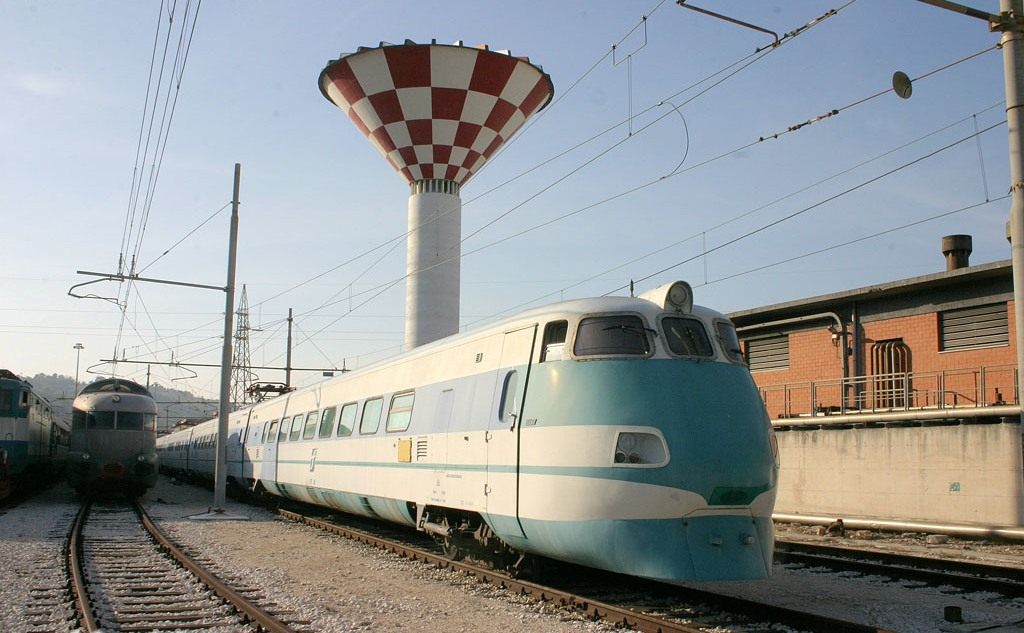
ETR 401 sorozatú motorvonat

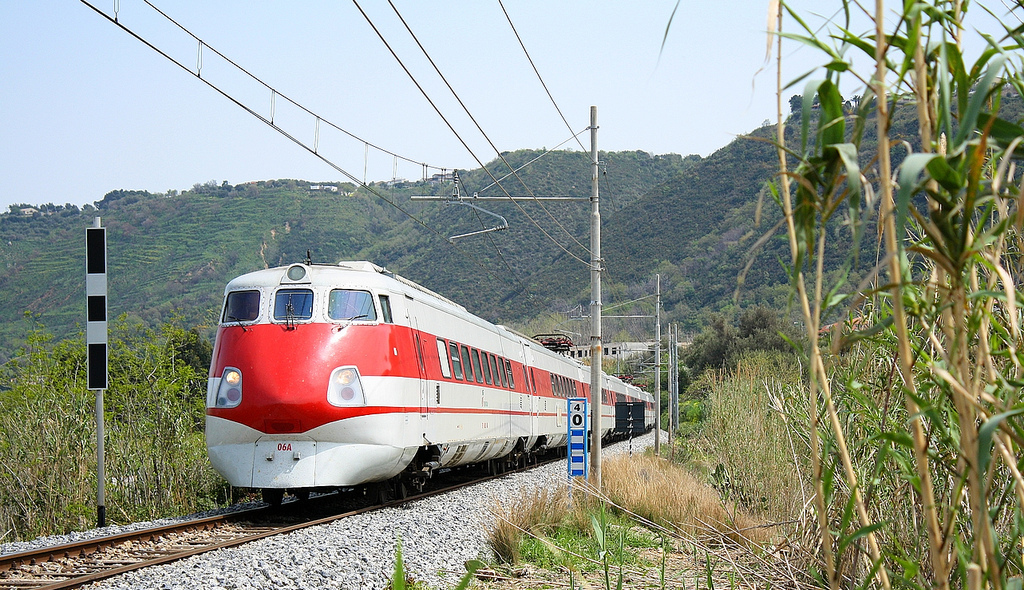
ETR 450 sorozatú motorvonat

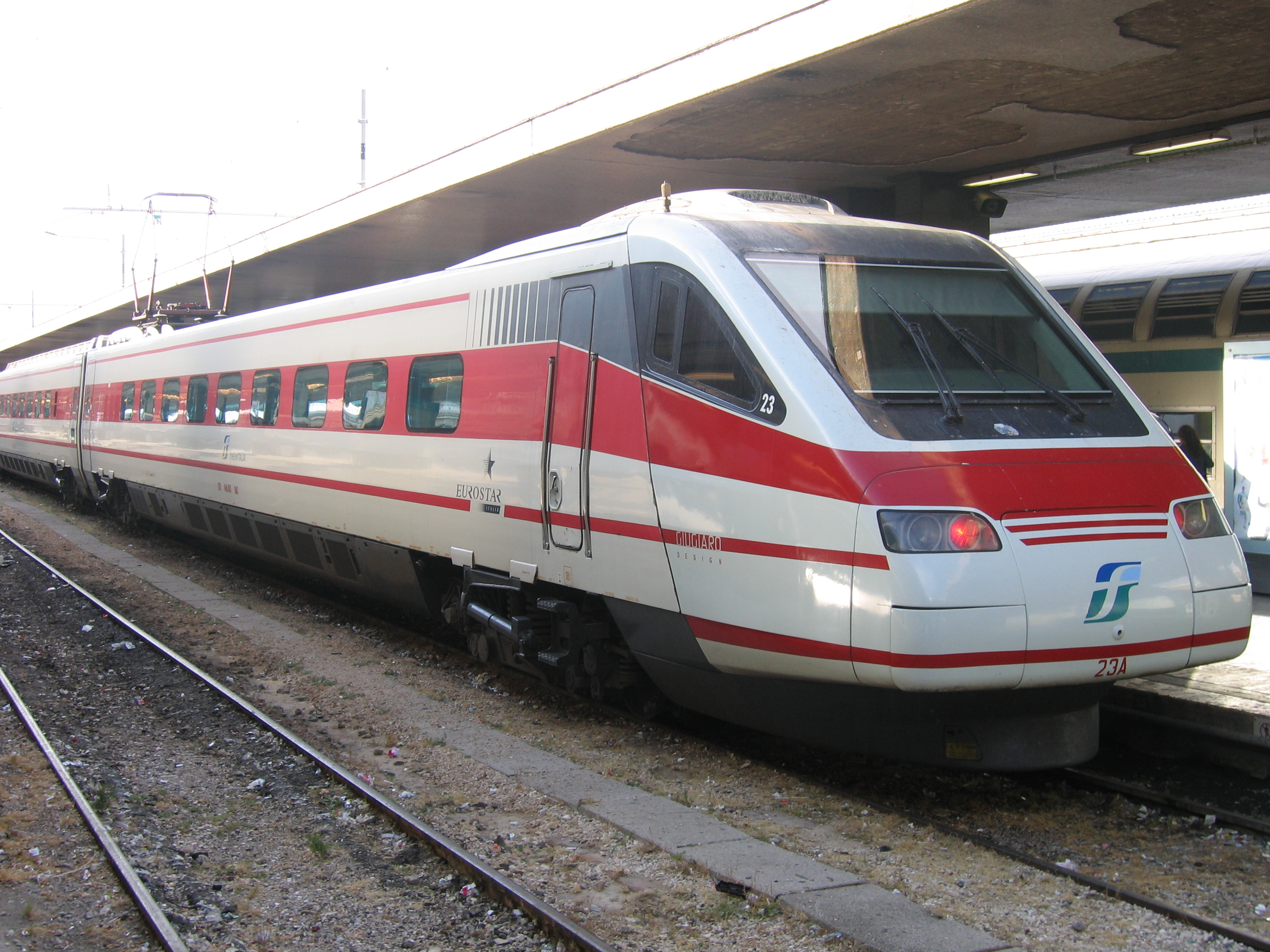
ETR 460 sorozatú motorvonat

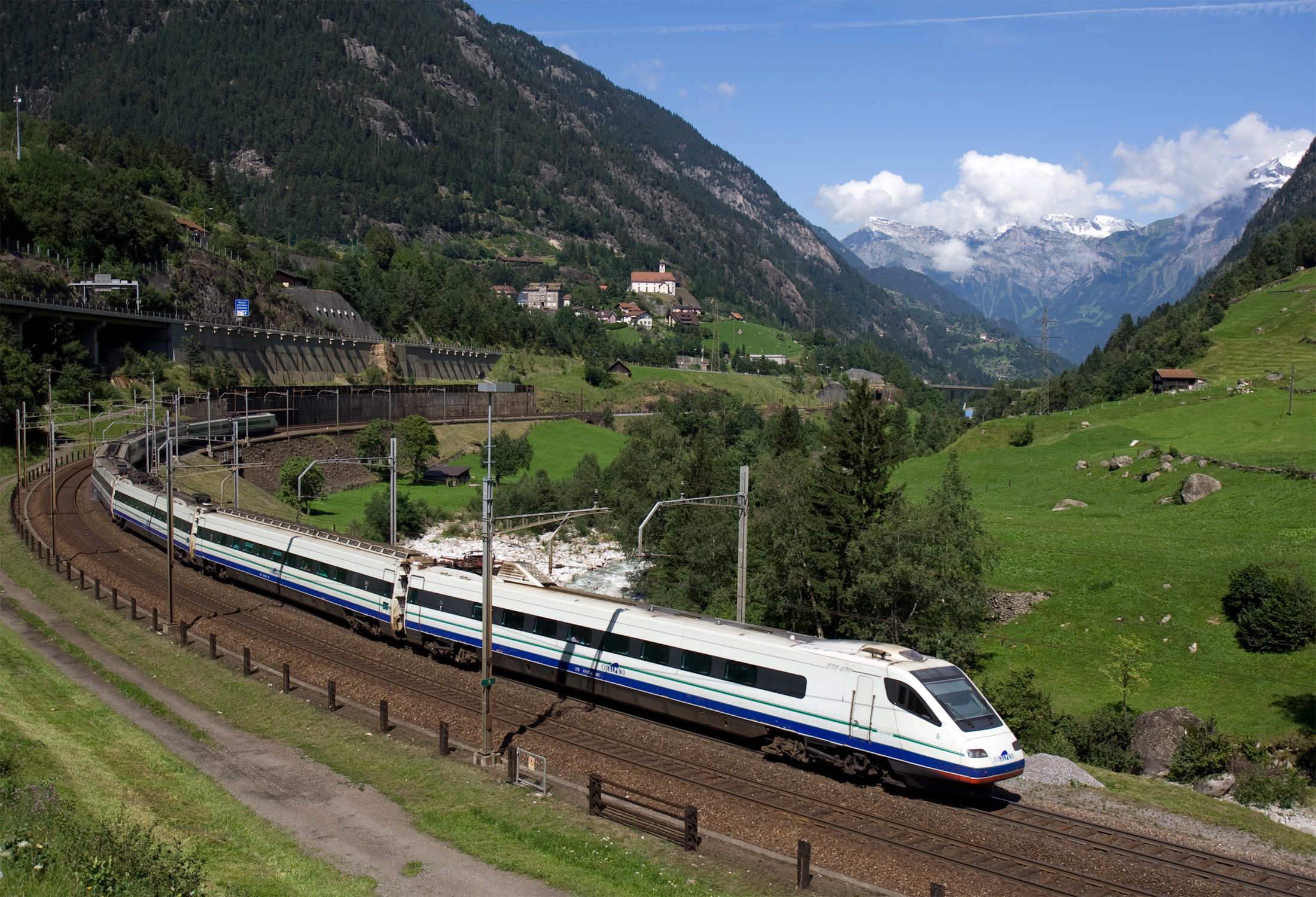
ETR 470 sorozatú motorvonat

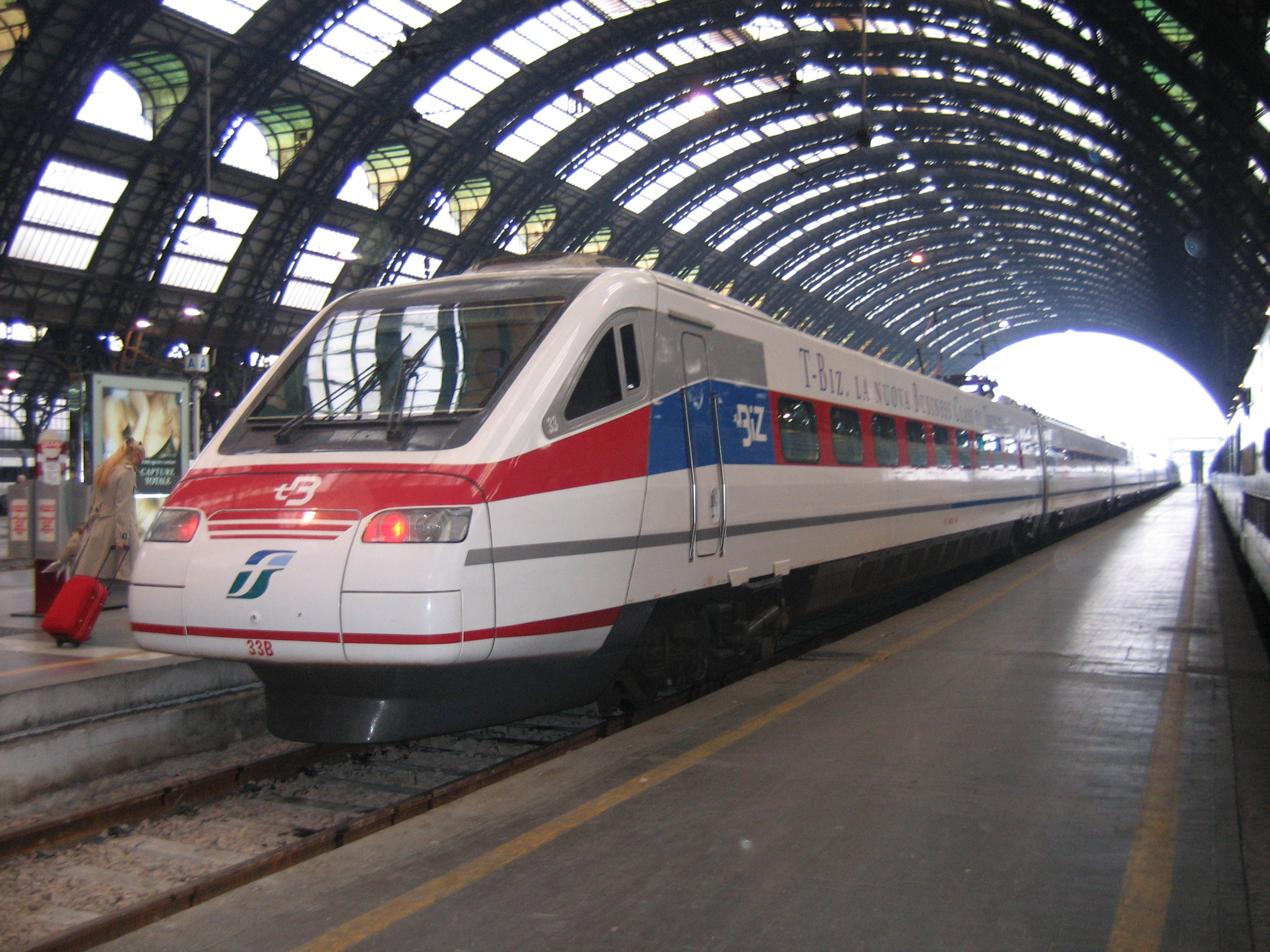
ETR 480 sorozatú motorvonat

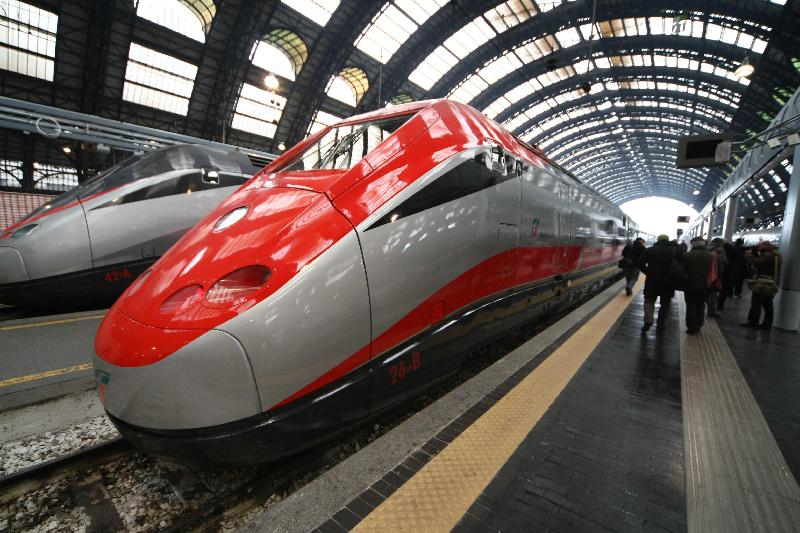
ETR 500 sorozatú motorvonat A Milánói Vasútállomáson

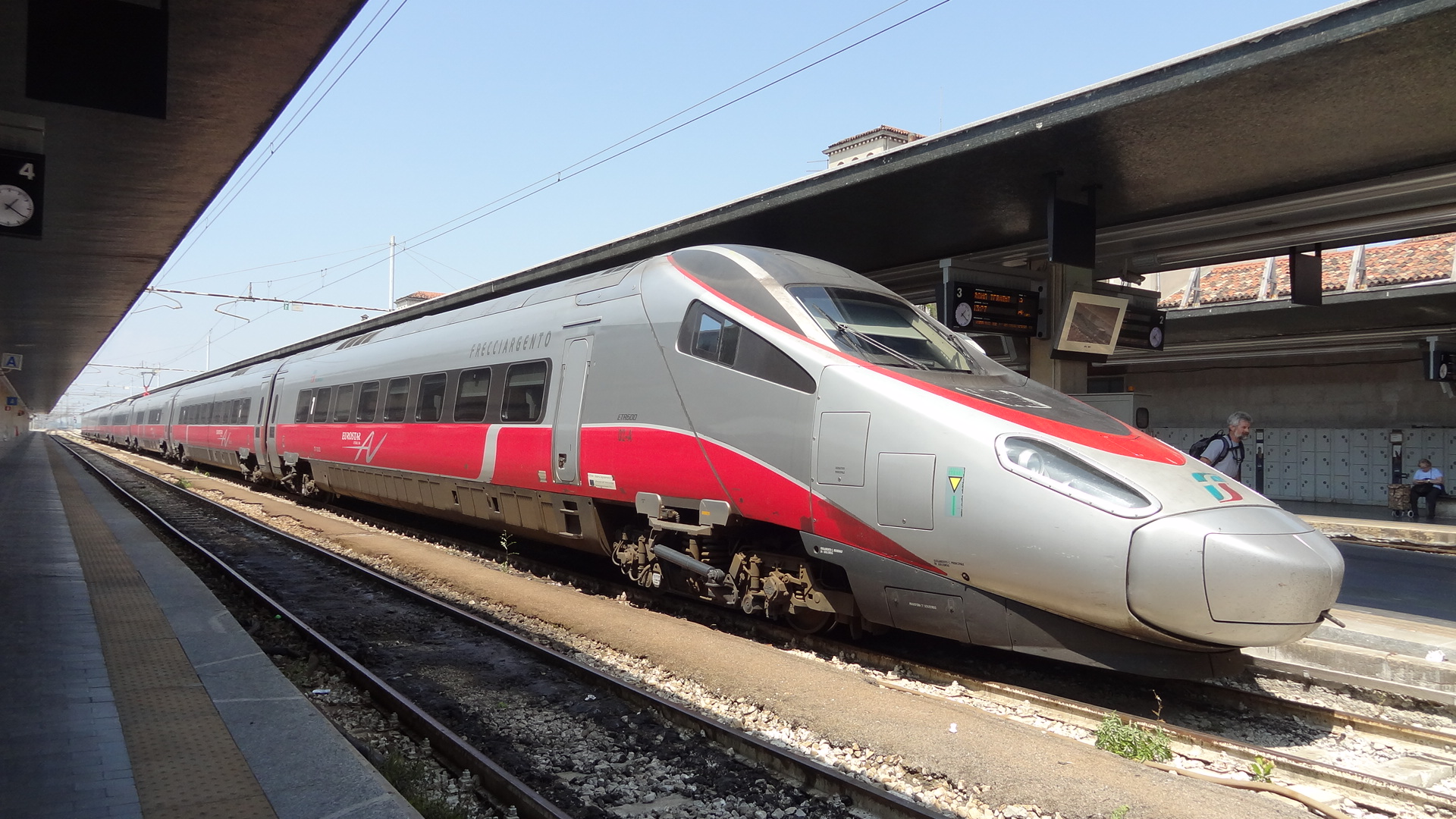
ETR 600 sorozatú motorvonat

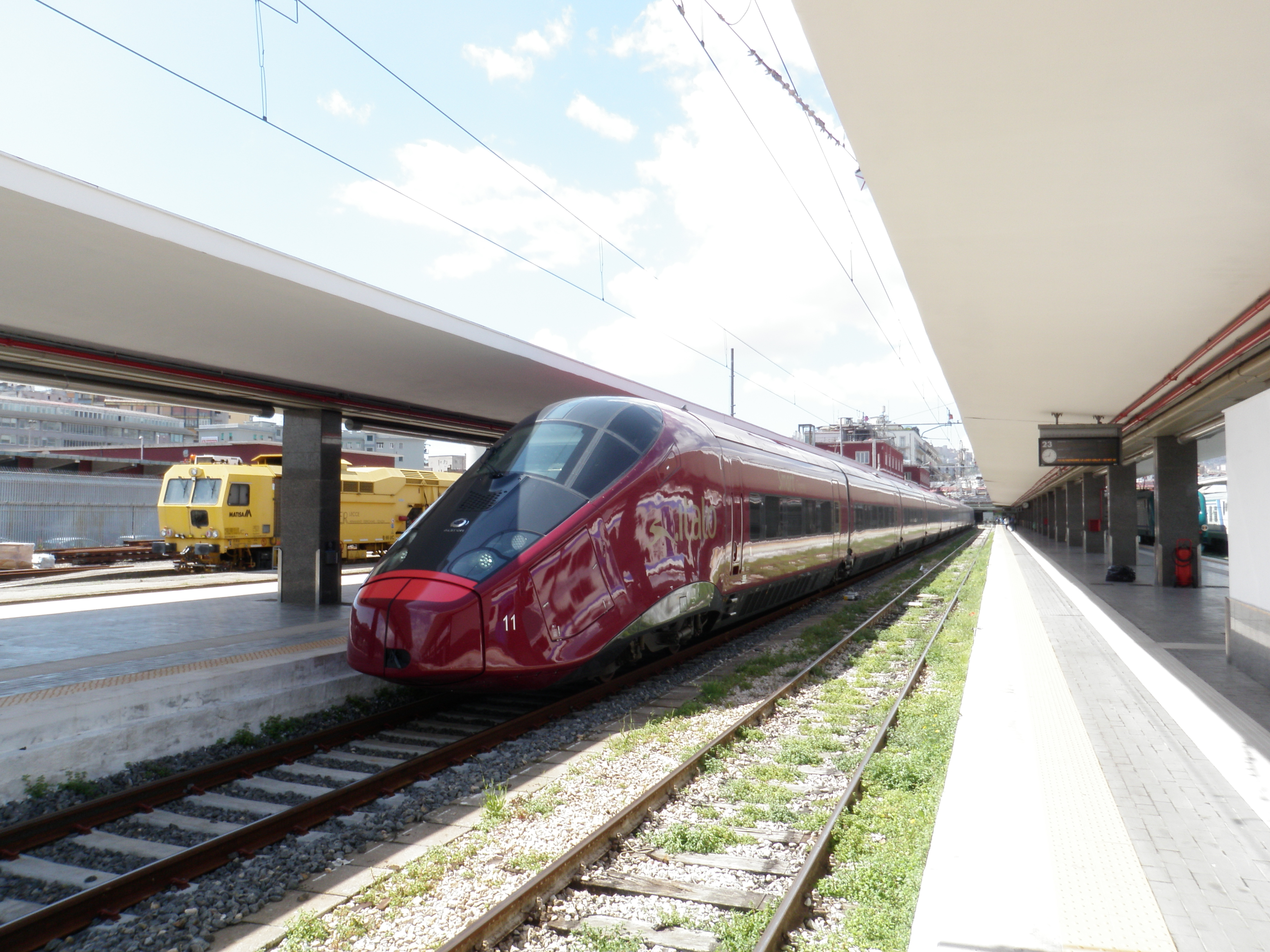
Az NTV magánvasút AGV szerelvénye Nápolyban

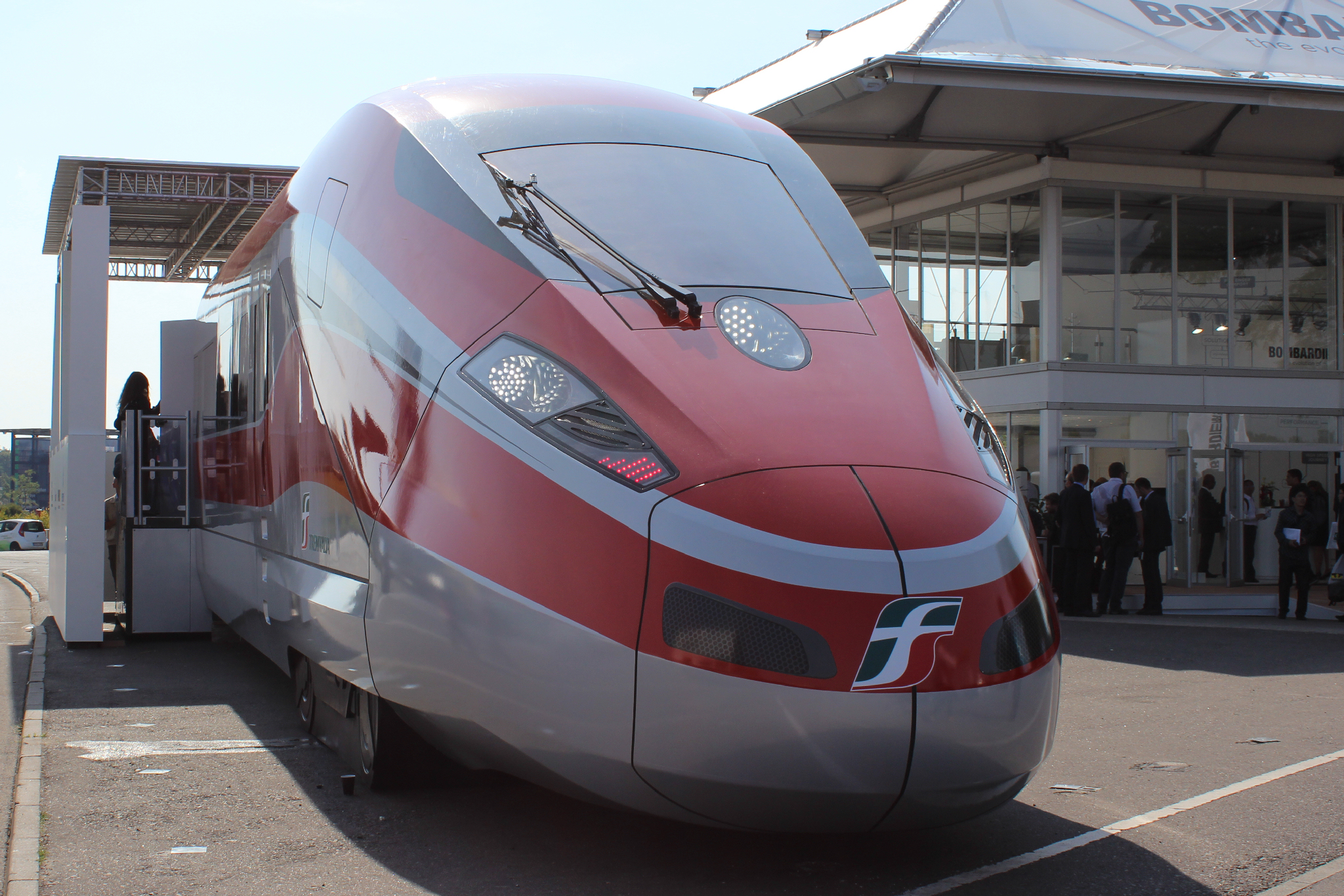
ETR 1000 sorozatú motorvonat

Olaszországban jelenleg 923 km nagysebességű vasútvonal van és további 395 km áll építés alatt. A vonatok maximális sebessége 300 km/h.
A nagysebességű vasúti hálózat célja, hogy gyors összeköttetést biztosítson az olasz nagyvárosok között és tehermentesítse a meglévő hálózatot. Ahol lesz párhuzamos nagysebességű pálya, ott a régi hálózaton csak a lassabb személyszállító vonatok és tehervonatok fognak közlekedni.
A hálózat első vonala a Firenze–Róma nagysebességű vasútvonal, ezután a Róma-Nápoly közötti vonal, majd a Torino-Novora vonal.
A hálózat később kapcsolódni fog a francia TGV és a német ICE hálózatokhoz.
Jelenleg Olaszországban a szállítás domináns módja a személygépkocsik használata és az autópályahálózat. Az olasz kormány szeretné, ha az autópályáknak lenne egy szárazföldi alternatívája, hogy a versenyképesség javuljon. A jelenlegi olasz vasúthálózat Nyugat-Európához képest nagyon elavult. A vasút elérhetővé tesz olyan városokat is, melyeket jelenleg autóval csak nehezen, lassan lehet megközelíteni.

## Története
Olaszország vasútvonalai a 19. század végén épültek ki. A hegyes-völgyes országban kevésbé törődtek a vasút hőskorában a nagy sebességgel, így a vonalak rendkívül kanyargósak lettek. A forgalom növekedésével szükség lett volna a vonatok sebességének növelésére is, azonban a régi vonalak ezt lehetetlenné tették. Így már elég korán, a 20. század elején megszülettek a tervek olyan vonalakról, melyek a lehető legrövidebb úton kapcsolják össze az olasz nagyvárosokat.
Az első ilyen, ún Direttissima (Közvetlen vonal) Róma és Nápoly között épült meg, ez azonban mai szemmel véve még nem számított nagysebességű vonalnak.
2009 végén Olaszországban az (FS) a hat legjelentősebb várost már nagysebességű vasútvonal kapcsolta össze.
Nagysebességű vonal 2008-ban északi Nyugat-kelet irányú vasúti tengelyen Torino és Novara, Milánó és Treviglio, illetve Padova és Velence között üzemelt, míg az észak-déli tengelyen Firenzéből Rómán keresztül Nápolyig húzódik új vasútvonal. A 182 km hosszú Milánó–Bologna szakasz 2008 decemberében nyílt meg.
2009 decemberére aztán átadásra került még a 78 km hosszú Firenze-Bologna szakasz (73 km-nyi alagúttal az Appenninek alatt), a Novara-Milánó szakasz (40 km), a 205 km hosszú Róma-Nápoly vonal utolsó 18 km-es szakasza, és sor került a Firenze-Róma nagysebességű vonal felújítására is. Ennek köszönhetően a Milánó-Róma út a korábbi 4-4,5 óra helyett mindössze 3 óra hosszúságú lett. Természetesen valamennyi nagysebességű vasútvonalon megtörténik a 300 km/h-s közlekedést lehetővé tevő ETCS 2-es szint kiépítése.
„Megbízunk az ERTMS-ben és hiszünk benne” – fogalmazott Michele Mario Elia, az RFI, azaz az olasz infrastruktúra kezelő elnök-vezérigazgatója. „Olyan bizakodóak vagyunk az ERTMS kapcsán, hogy elhatározásunk alapján nem telepítünk egyéb visszaesési rendszert. Az ERTMS kiválóan működik a Róma-Nápoly és a Torino-Novara nagysebességű vonalakon, maximális teljesítménnyel.”
Az RFI elvárása szerint évente maximum nyolc súlyos meghibásodás történhet, azaz amikor is egyszerre egynél több vonat közlekedése válik akadályoztatottá. Az eddigi tapasztalatok azt mutatják, hogy ez a követelmény nem került megsértésre.

## Vonalak
| Vasútvonal                                            | Maximális sebesség km/h | Megnyitás éve | Hossz |
| ----------------------------------------------------- | ----------------------- | ------------- | ----- |
| Firenze–Róma nagysebességű vasútvonal (első ütem)     | 250                     | 1981          | 150   |
| Firenze–Róma nagysebességű vasútvonal (második ütem)  | 250                     | 1984          | 74    |
| Firenze–Róma nagysebességű vasútvonal (harmadik ütem) | 250                     | 1992          | 24    |
| Róma–Nápoly nagysebességű vasútvonal                  | 300                     | 2006          | 220   |
| Torino-Novora nagysebességű vasútvonal                | 300                     | 2006          | 94    |
| Milánó–Bologna nagysebességű vasútvonal               | 300                     | 2008          | 182   |
| Novora-Milánó nagysebességű vasútvonal                | 300                     | 2009          | 55    |
| Bologna–Firenze nagysebességű vasútvonal              | 300                     | 2009          | 77    |
| Nápoly–Salerno nagysebességű vasútvonal               | 300                     | 2009          | 47    |

| Vasútvonal                              | Maximális sebesség km/h | Megnyitás éve | Hossz |
| --------------------------------------- | ----------------------- | ------------- | ----- |
| Milánó–Velence nagysebességű vasútvonal |                         |               | 245   |
| Genova–Milánó nagysebességű vasútvonal  |                         |               | 150   |
| Lyon Turin Ferroviaire                  |                         |               | 150   |
| Brenner-bázisalagút                     |                         |               | 52    |

A nagysebességű vonalak mellett Olaszország a hagyományos vonalak tekintetében is célul tűzte ki a fejlesztést.

## Eljutási idők
| Vonal           | Eljutási idő a hagyományos vonalon | Eljutási idő az új TAV vonalon |
| --------------- | ---------------------------------- | ------------------------------ |
| Torinó-Milánó   | 1ó 30p                             | 50p                            |
| Milánó-Bologna  | 1ó 4p                              | 56p                            |
| Bologna-Firenze | 59p                                | 30p                            |
| Firenze–Róma    | 1ó 35p                             | 1ó 20p                         |
| Róma-Nápoly     | 1ó 45p                             | 1ó 05p                         |

## Állomások
| Név                                     | Közigazgatási egység | Vasútvonal | Szolgáltatások | Kép |
| --------------------------------------- | -------------------- | --- | --- | --- |
| Stazione di Bologna Centrale            | Bologna              | Milánó–Bologna nagysebességű vasútvonal Porrettana-vasútvonal Milánó–Bologna-vasútvonal Verona–Bologna-vasútvonal Padova–Bologna-vasútvonal Bologna–Portomaggiore-vasútvonal Bologna–Firenze nagysebességű vasútvonal Bologna–Firenze-vasútvonal Bologna–Ancona-vasútvonal Marconi Express                  | Frecciarossa Frecciabianca Marconi Express Nuovo Trasporto Viaggiatori Line S1A Line S1B Line S2A Line S2B Line S4A Line S4B Line S5 |     |
| Stazione di Firenze Campo di Marte      | Firenze              | Firenze–Róma-vasútvonal Firenze–Róma nagysebességű vasútvonal Firenze–Faenza-vasútvonal | Frecciargento Frecciarossa Regionale Veloce treno regionale InterCity                                                                |     |
| Stazione di Firenze Rifredi             | Firenze              | Firenze–Lucca-vasútvonal Pisa–Firenze-vasútvonal Bologna–Firenze-vasútvonal Firenze–Róma nagysebességű vasútvonal | |     |
| Stazione di Firenze Santa Maria Novella | Firenze              | Bologna–Firenze-vasútvonal Firenze–Faenza-vasútvonal Pisa–Firenze-vasútvonal Viareggio-Firenze-vasútvonal Firenze–Róma nagysebességű vasútvonal Bologna–Firenze nagysebességű vasútvonal Firenze–Róma-vasútvonal                                                                                            | Venice-Simplon Orient Express Frecciarossa Frecciabianca Nuovo Trasporto Viaggiatori                                                 |     |
| Stazione di Milano Centrale             | Milánó               | Domodossola–Milánó-vasútvonal Lecco–Milánó-vasútvonal Milánó–Bologna-vasútvonal Milánó–Bologna nagysebességű vasútvonal Chiasso–Milánó-vasútvonal Milánó–Genova-vasútvonal Milánó–Velence-vasútvonal Milánó–Verona nagysebességű vasútvonal Torino–Milánó-vasútvonal Torino–Milánó nagysebességű vasútvonal | Trenhotel Trenitalia France EuroCity Frecciarossa Frecciabianca                                                                      |     |
| Stazione di Roma Nomentana              | Róma                 | Firenze–Róma-vasútvonal Ancona–Orte -vasútvonal | FL1 |     |
| Stazione di Roma Tiburtina              | Róma                 | Firenze–Róma-vasútvonal Firenze–Róma nagysebességű vasútvonal Róma–Nápoly nagysebességű vasútvonal Róma–Sulmona–Pescara-vasútvonal | Frecciarossa Nuovo Trasporto Viaggiatori FL1 FL2 FL3                                                                                 |     |